# Sportverein Stuttgarter Kickers 1990-1991
Questa voce raccoglie le informazioni riguardanti lo Sportverein Stuttgarter Kickers nelle competizioni ufficiali della stagione 1990-1991.

## Stagione
Nella stagione 1990-1991 il Stuttgarter Kickers, allenato da Rainer Zobel, concluse il campionato di 2. Bundesliga al 3º posto. In Coppa di Germania il Stuttgarter Kickers fu eliminato al secondo turno dal Hessen Kassel.

## Rosa
| N. |                     | Ruolo | Calciatore        |
| -- | ------------------- | ----- | ----------------- |
|    | Germania (bandiera) | P     | Stefan Brasas     |
|    | Germania (bandiera) | D     | Hubertus Becker   |
|    | Germania (bandiera) | D     | Oliver Dittberner |
|    | Germania (bandiera) | D     | Andreas Keim      |
|    | Germania (bandiera) | D     | Jochen Novodomsky |
|    | Germania (bandiera) | D     | Thomas Ritter     |
|    | Germania (bandiera) | D     | Heribert Stadler  |
|    | Germania (bandiera) | D     | Wolfgang Wolf     |
|    | Germania (bandiera) | C     | Marc Arnold       |
|    | Germania (bandiera) | C     | Markus Bäurle     |
|    | Germania (bandiera) | C     | Andreas Broß      |

| N. |                                 | Ruolo | Calciatore           |
| -- | ------------------------------- | ----- | -------------------- |
|    | Germania (bandiera)             | C     | Dirk Fengler         |
|    | Germania (bandiera)             | C     | Matthias Imhof       |
|    | Germania (bandiera)             | C     | Alois Schwartz       |
|    | Germania (bandiera)             | C     | Reinhold Tattermusch |
|    | Germania (bandiera)             | C     | Thomas Winter        |
|    | Costa Rica (bandiera)           | A     | Juan Cayasso         |
|    | Germania (bandiera)             | A     | Gregor Grillemeier   |
|    | Germania (bandiera)             | A     | Marcus Marin         |
|    | Grecia (bandiera)               | A     | Dimitrios Moutas     |
|    | Bosnia ed Erzegovina (bandiera) | A     | Dragan Terzić        |
|    | Germania (bandiera)             | A     | Ralf Vollmer         |

## Organigramma societario
Area tecnica
- Allenatore: Rainer Zobel
- Allenatore in seconda:
- Preparatore dei portieri:
- Preparatori atletici:

## Calciomercato

### Sessione estiva
| Acquisti | Acquisti          | Acquisti        | Acquisti |
| R.       | Nome              | da              | Modalità |
| -------- | ----------------- | --------------- | -------- |
| C        | Markus Bäurle     | Ludwigsburg     |          |
| A        | Juan Cayasso      | Saprissa        |          |
| D        | Oliver Dittberner | Amburgo II      |          |
| A        | Marcus Marin      | Amburgo         |          |
| A        | Dimitrios Moutas  | Friburgo        |          |
| D        | Thomas Ritter     | Bischofswerdaer |          |
| A        | Dragan Terzić     | Stoccarda II    |          |

| Cessioni | Cessioni         | Cessioni          | Cessioni |
| R.       | Nome             | a                 | Modalità |
| -------- | ---------------- | ----------------- | -------- |
| A        | Fredi Bobic      | Ditzingen         |          |
| A        | Leo Bunk         | Augusta           |          |
| A        | Ari Hjelm        | Ilves             |          |
| P        | Kari Laukkanen   | Waldhof Mannheim  |          |
| C        | Runald Ossen     | Eintracht Treviri |          |
| C        | Alfred Schön     | Waldhof Mannheim  |          |
| C        | Wolfgang Schüler | Saarbrücken       |          |
| C        | Oliver Straube   | Ditzingen         |          |

### Sessione invernale
| Acquisti | Acquisti      | Acquisti            | Acquisti |
| R.       | Nome          | da                  | Modalità |
| -------- | ------------- | ------------------- | -------- |
| C        | Thomas Winter | Borussia M'gladbach |          |

| Cessioni | Cessioni | Cessioni | Cessioni |
| R.       | Nome     | a        | Modalità |
| -------- | -------- | -------- | -------- |

## Risultati

### 2. Bundesliga

#### Girone di andata
| Arbitro: | Neuner |

|                                  |           |  |
| Cayasso 13’ Moutas 46’ Marin 84’ | Marcatori |  |

| Saarbrücken 7 agosto 1990, ore 19:30 CEST 2ª giornata | Saarbrücken | 0 – 0 referto | Kickers Stoccarda | Ludwigsparkstadion (8 500 spett.)\| Arbitro: \| Prengel \| |
| Arbitro:                                              | Prengel     |               |                   |                                                            |

| Arbitro: | Aust |

|                                               |           |  |
| Vollmer 28’ Cayasso 29’ Marin 48’ (rig.), 58’ | Marcatori |  |

| Arbitro: | Assenmacher |

|                         |           |                   |
| Seeliger 20’ Probst 89’ | Marcatori | 26’ (rig.) Moutas |

| Arbitro: | Weber |

|                                |           |            |
| Marin 23’ (rig.), 68’ Keim 24’ | Marcatori | 5’ Wollitz |

| Arbitro: | Krug |

|                                |           |           |
| Kronhardt 28’ Beike 39’ (rig.) | Marcatori | 83’ Marin |

| Arbitro: | Tritschler |

|             |           |  |
| Cayasso 41’ | Marcatori |  |

| Arbitro: | Fröhlich |

|                        |           |  |
| Schmidt 40’ Tarnat 86’ | Marcatori |  |

| Arbitro: | Mölm |

|                                   |           |  |
| Vollmer 21’ Cayasso 65’ Marin 81’ | Marcatori |  |

| Arbitro: | Mierswa |

|                              |           |         |
| Schlipper 52’ Eigenrauch 64’ | Marcatori | 4’ Keim |

| Arbitro: | Führer |

|                    |           |                    |
| van der Pütten 82’ | Marcatori | 12’ Marin 45’ Keim |

| Arbitro: | Kriegelstein |

|                                             |           |               |
| Marin 9’ Cayasso 14’ Vollmer 69’ Moutas 82’ | Marcatori | 19’ Jurgeleit |

| Münster 5 ottobre 1990, ore 19:00 CET 13ª giornata | Preußen Münster | 0 – 0 referto | Kickers Stoccarda | Preußenstadion (4 900 spett.)\| Arbitro: \| Feistner \| |
| Arbitro:                                           | Feistner        |               |                   |                                                         |

| Arbitro: | Schneider |

|             |           |             |
| Vollmer 73’ | Marcatori | 48’ Rusayev |

| Arbitro: | Blüthgen |

|              |           |                         |
| Wójcicki 22’ | Marcatori | 18’ Vollmer 87’ Cayasso |

| Arbitro: | Matheis |

|                                |           |                        |
| Cayasso 2’ Moutas 40’ Keim 86’ | Marcatori | 44’ Pfahler 64’ Schulz |

| Arbitro: | Strampe |

|                                      |           |                                      |
| Schäfer 35’ Ruof 43’ Hönnscheidt 70’ | Marcatori | 19’ Moutas 26’ Tattermusch 86’ Marin |

| Arbitro: | Holst |

|            |           |                |
| Moutas 63’ | Marcatori | 76’ Kurtenbach |

| Arbitro: | Brückner |

|  |           |                      |
|  | Marcatori | 80’ Marin 89’ Moutas |

#### Girone di ritorno
| Arbitro: | Buchhart |

|  |           |                   |
|  | Marcatori | 7’ Keim 62’ Marin |

| Arbitro: | Schmidhuber |

|                       |           |  |
| Vollmer 16’ Marin 31’ | Marcatori |  |

| Arbitro: | Löwer |

|            |           |           |
| Deffke 40’ | Marcatori | 50’ Marin |

| Arbitro: | Wippermann |

|             |           |  |
| Vollmer 82’ | Marcatori |  |

| Arbitro: | Malbranc |

|                                |           |                                  |
| Semlits 60’ Wollitz 72’ (rig.) | Marcatori | 44’ Marin 61’, 68’ (rig.) Moutas |

| Arbitro: | Kuhne |

|                                  |           |  |
| Moutas 28’, 89’ Marin 54’ (rig.) | Marcatori |  |

| Arbitro: | Kasper |

|          |           |                                       |
| Reuß 80’ | Marcatori | 18’, 46’ Marin 67’ Winter 90’ Fengler |

| Arbitro: | Strampe |

|                   |           |  |
| Moutas 59’ (rig.) | Marcatori |  |

| Arbitro: | Kriegelstein |

|                        |           |  |
| Müller 55’ Dittmer 89’ | Marcatori |  |

| Stoccarda 13 aprile 1991, ore 15:00 CEST 29ª giornata | Kickers Stoccarda | 0 – 0 referto | Schalke 04 | Waldau-Stadion (33 000 spett.)\| Arbitro: \| Theobald \| |
| Arbitro:                                              | Theobald          |               |            |                                                          |

| Arbitro: | Kuhne |

|                                |           |  |
| Cayasso 6’ Imhof 12’ Marin 22’ | Marcatori |  |

| Arbitro: | Mölm |

|                       |           |  |
| Cardoso 39’ Gries 73’ | Marcatori |  |

| Arbitro: | Feistner |

|  |           |                          |
|  | Marcatori | 5’ Posipal 39’ Brinkmann |

| Arbitro: | Merk |

|                   |           |           |
| Drulák 49’ (rig.) | Marcatori | 14’ Marin |

| Arbitro: | Prengel |

|            |           |  |
| Terzić 73’ | Marcatori |  |

| Arbitro: | Aust |

|               |           |  |
| Schweizer 88’ | Marcatori |  |

| Arbitro: | Brückner |

|             |           |          |
| Vollmer 76’ | Marcatori | 53’ Ruof |

| Arbitro: | Osmers |

|  |           |                           |
|  | Marcatori | 65’ Tattermusch 86’ Marin |

| Arbitro: | Amerell |

|                                 |           |  |
| Marin 19’ Moutas 30’ Terzić 48’ | Marcatori |  |

### Coppa di Germania
| Arbitro: | Scheuerer |

|                                          |           |  |
| Moutas 45’, 83’, 85’ (rig.) Schwartz 87’ | Marcatori |  |

| Arbitro: | Kasper |

|                           |           |                    |
| Lakies 20’, 89’ Drube 87’ | Marcatori | 45’ Keim 70’ Marin |

## Statistiche

### Statistiche di squadra
| Competizione      | Punti | In casa | In casa | In casa | In casa | In casa | In casa | In trasferta | In trasferta | In trasferta | In trasferta | In trasferta | In trasferta | Totale | Totale | Totale | Totale | Totale | Totale | DR  |
| Competizione      | Punti | G       | V       | N       | P       | Gf      | Gs      | G            | V            | N            | P            | Gf           | Gs           | G      | V      | N      | P      | Gf     | Gs     | DR  |
| ----------------- | ----- | ------- | ------- | ------- | ------- | ------- | ------- | ------------ | ------------ | ------------ | ------------ | ------------ | ------------ | ------ | ------ | ------ | ------ | ------ | ------ | --- |
| 2. Bundesliga     | 51    | 19      | 14      | 4       | 1       | 38      | 9       | 19           | 7            | 5            | 7            | 25           | 23           | 38     | 21     | 9      | 8      | 63     | 32     | +31 |
| Coppa di Germania | -     | 1       | 1       | 0       | 0       | 4       | 0       | 1            | 0            | 0            | 1            | 2            | 3            | 2      | 1      | 0      | 1      | 6      | 3      | +3  |
| Totale            | 51    | 20      | 15      | 4       | 1       | 42      | 9       | 20           | 7            | 5            | 8            | 27           | 26           | 40     | 22     | 9      | 9      | 69     | 35     | +34 |

### Andamento in campionato
| Giornata  | 1 | 2 | 3 | 4 | 5 | 6 | 7 | 8 | 9 | 10 | 11 | 12 | 13 | 14 | 15 | 16 | 17 | 18 | 19 | 20 | 21 | 22 | 23 | 24 | 25 | 26 | 27 | 28 | 29 | 30 | 31 | 32 | 33 | 34 | 35 | 36 | 37 | 38 |
| --------- | - | - | - | - | - | - | - | - | - | -- | -- | -- | -- | -- | -- | -- | -- | -- | -- | -- | -- | -- | -- | -- | -- | -- | -- | -- | -- | -- | -- | -- | -- | -- | -- | -- | -- | -- |
| Luogo     | C | T | C | T | C | T | C | T | C | T  | T  | C  | T  | C  | T  | C  | T  | C  | T  | T  | C  | T  | C  | T  | C  | T  | C  | T  | C  | C  | T  | C  | T  | C  | T  | C  | T  | C  |
| Risultato | V | N | V | P | V | P | V | P | V | P  | V  | V  | N  | N  | V  | V  | N  | N  | V  | V  | V  | N  | V  | V  | V  | V  | V  | P  | N  | V  | P  | P  | N  | V  | P  | N  | V  | V  |
| Posizione | 1 | 3 | 2 | 6 | 5 | 6 | 5 | 7 | 6 | 6  | 6  | 5  | 5  | 6  | 5  | 4  | 4  | 4  | 4  | 3  | 3  | 3  | 3  | 3  | 3  | 2  | 1  | 2  | 2  | 2  | 2  | 3  | 3  | 3  | 3  | 3  | 3  | 3  |

Legenda:

Luogo: C = Casa; T = Trasferta. Risultato: V = Vittoria; N = Pareggio; P = Sconfitta.

### Statistiche dei giocatori
| Giocatore      | 2. Bundesliga | 2. Bundesliga | 2. Bundesliga | 2. Bundesliga | Relegation Bundesliga | Relegation Bundesliga | Relegation Bundesliga | Relegation Bundesliga | Coppa di Germania | Coppa di Germania | Coppa di Germania | Coppa di Germania | Totale   | Totale | Totale      | Totale     |
| Giocatore      | Presenze      | Reti          | Ammonizioni   | Espulsioni    | Presenze              | Reti                  | Ammonizioni           | Espulsioni            | Presenze          | Reti              | Ammonizioni       | Espulsioni        | Presenze | Reti   | Ammonizioni | Espulsioni |
| -------------- | ------------- | ------------- | ------------- | ------------- | --------------------- | --------------------- | --------------------- | --------------------- | ----------------- | ----------------- | ----------------- | ----------------- | -------- | ------ | ----------- | ---------- |
| M. Arnold      | 3             | 0             | 0             | 0             | 0                     | 0                     | 0                     | 0                     | 0                 | 0                 | 0                 | 0                 | 3        | 0      | 0           | 0          |
| H. Becker      | 1             | 0             | 0             | 0             | 0                     | 0                     | 0                     | 0                     | 0                 | 0                 | 0                 | 0                 | 1        | 0      | 0           | 0          |
| S. Brasas      | 38            | 0             | 0             | 0             | 3                     | 0                     | 0                     | 0                     | 2                 | 0                 | 0                 | 0                 | 43       | 0      | 0           | 0          |
| A. Broß        | 9             | 0             | 2             | 0             | 1                     | 0                     | 0                     | 0                     | 1                 | 0                 | 1                 | 0                 | 11       | 0      | 3           | 0          |
| M. Bäurle      | 0             | 0             | 0             | 0             | 0                     | 0                     | 0                     | 0                     | 0                 | 0                 | 0                 | 0                 | 0        | 0      | 0           | 0          |
| J. Cayasso     | 31            | 8             | 2             | 0             | 3                     | 1                     | 1                     | 0                     | 2                 | 0                 | 0                 | 0                 | 36       | 9      | 3           | 0          |
| O. Dittberner  | 13            | 0             | 2             | 0             | 0                     | 0                     | 0                     | 0                     | 1                 | 0                 | 0                 | 0                 | 14       | 0      | 2           | 0          |
| D. Fengler     | 31            | 1             | 5             | 0             | 3                     | 1                     | 1                     | 0                     | 1                 | 0                 | 1                 | 0                 | 35       | 2      | 7           | 0          |
| G. Grillemeier | 5             | 0             | 0             | 0             | 0                     | 0                     | 0                     | 0                     | 0                 | 0                 | 0                 | 0                 | 5        | 0      | 0           | 0          |
| M. Imhof       | 36            | 1             | 4             | 0             | 3                     | 0                     | 0                     | 0                     | 1                 | 0                 | 0                 | 0                 | 40       | 1      | 4           | 0          |
| A. Keim        | 30            | 5             | 3             | 0             | 0                     | 0                     | 0                     | 0                     | 2                 | 1                 | 0                 | 0                 | 32       | 6      | 3           | 0          |
| M. Marin       | 37            | 22            | 5             | 0             | 3                     | 1                     | 0                     | 0                     | 2                 | 1                 | 1                 | 0                 | 42       | 24     | 6           | 0          |
| D. Moutas      | 34            | 13            | 5             | 0             | 3                     | 0                     | 0                     | 0                     | 2                 | 3                 | 0                 | 0                 | 39       | 16     | 5           | 0          |
| J. Novodomsky  | 20            | 0             | 3             | 0             | 3                     | 0                     | 0                     | 0                     | 1                 | 0                 | 0                 | 0                 | 24       | 0      | 3           | 0          |
| T. Ritter      | 35            | 0             | 4             | 0             | 3                     | 0                     | 0                     | 0                     | 2                 | 0                 | 0                 | 0                 | 40       | 0      | 4           | 0          |
| A. Schwartz    | 25            | 0             | 2             | 0             | 3                     | 1                     | 1                     | 0                     | 2                 | 1                 | 0                 | 0                 | 30       | 2      | 3           | 0          |
| H. Stadler     | 23            | 0             | 7             | 0             | 2                     | 0                     | 0                     | 0                     | 2                 | 0                 | 0                 | 0                 | 27       | 0      | 7           | 0          |
| R. Tattermusch | 24            | 2             | 2             | 1             | 3                     | 0                     | 2                     | 0                     | 0                 | 0                 | 0                 | 0                 | 27       | 2      | 4           | 1          |
| D. Terzić      | 9             | 2             | 0             | 0             | 0                     | 0                     | 0                     | 0                     | 1                 | 0                 | 0                 | 0                 | 10       | 2      | 0           | 0          |
| R. Vollmer     | 36            | 8             | 3             | 0             | 3                     | 1                     | 0                     | 0                     | 2                 | 0                 | 0                 | 0                 | 41       | 9      | 3           | 0          |
| T. Winter      | 11            | 1             | 0             | 0             | 0                     | 0                     | 0                     | 0                     | 0                 | 0                 | 0                 | 0                 | 11       | 1      | 0           | 0          |
| W. Wolf        | 36            | 0             | 4             | 0             | 3                     | 0                     | 0                     | 0                     | 2                 | 0                 | 0                 | 0                 | 41       | 0      | 4           | 0          |